# Узуново (станция)
Узу́ново — узловая железнодорожная станция Павелецкого направления Московской железной дороги в одноимённом селе городского округа Серебряные Пруды Московской области, в 12 километрах к северу от пгт. Серебряные Пруды. Входит в Рязанский центр организации работы железнодорожных станций ДЦС-2 Московской дирекции управления движением. По основному характеру работы является участковой, по объёму работы отнесена ко 2 классу. Ранее была станцией 3 класса.
Является станцией стыкования постоянного (Ожерелье — Узуново — Рыбное) и переменного токов (Узуново — Павелец). На станции останавливаются все поезда дальнего следования, проходящие через неё.
На станции заканчивается второй путь, идущий от Москвы. Дальше на юг идёт однопутный ход, который на станции Раненбург (город Чаплыгин) снова сменяется двухпутным.
На станции располагается пункт технического обслуживания локомотивов и пути отстоя электровозов ЧС2К и ЭП2К, приписанных к депо Ожерелье-Сортировочное и электровозов ЭП1М, приписанных к депо Россошь ЮВЖД и депо Кавказская СКЖД.
До конца 1980-х годов была обычной железнодорожной станцией с электрификацией на переменном токе. В 1989 году была открыта однопутная железнодорожная хордовая линия Узуново — Рыбное, построенная для объезда маршрутами Бекасово — Рыбное перегруженного узла в Воскресенске. Новая линия протяжённостью 69 км построена однопутной с двухпутными вставками, однако задел под второй путь (насыпь, мосты и опоры контактной сети) есть на всём её протяжении. Тогда же участок Ожерелье — Узуново был переведён на постоянный ток для сохранения одного рода тока на всём маршруте Бекасово — Рыбное. На месте обычного разъезда с нуля была построена станция стыкования, как и в случае с Вековкой и позже со Свирью.
- Вид с моста
- Вокзал
- Электропоезд ЭМ9 на Павелец

## Пригородное сообщение
Конечная станция для трёх направлений пригородного сообщения:
- до Павелецкого вокзала Москвы (оборачиваются на платформе № 1),
- до Рязани I (3 пары, оборачиваются на платформе № 3),
- до станций Павелец-Тульский и Троекурово (3,5 пары, электропоезда переменного тока, оборачиваются на платформе № 2).

## Дальнее сообщение
По состоянию на июль 2021 года через станцию курсируют следующие поезда дальнего следования:
| Круглогодичное обращение поездов | Круглогодичное обращение поездов | Круглогодичное обращение поездов | Круглогодичное обращение поездов |
| № поезда                         | Маршрут движения                 | № поезда                         | Маршрут движения                 |
| -------------------------------- | -------------------------------- | -------------------------------- | -------------------------------- |
| 2 «Волгоград»                    | Волгоград — Москва               | 1 «Волгоград»                    | Москва — Волгоград               |
| 6 «Лотос»                        | Астрахань — Москва               | 5 «Лотос»                        | Москва — Астрахань               |
| 10 «Саратов»                     | Саратов — Москва                 | 9 «Саратов»                      | Москва — Саратов                 |
| 16                               | Волгоград — Москва               | 15                               | Москва — Волгоград               |
| 18                               | Саратов — Москва                 | 17                               | Москва — Саратов                 |
| 31                               | Саратов — Москва                 | 32                               | Москва — Саратов                 |
| 48                               | Балаково — Москва                | 47                               | Москва — Балаково                |
| 78                               | Ставрополь — Москва              | 77                               | Москва — Ставрополь              |
| 108 «Самара»                     | Самара — Санкт-Петербург         | 107 «Самара»                     | Санкт-Петербург — Самара         |
| 138                              | Саратов — Москва                 | 137                              | Москва — Саратов                 |
| 344                              | Балашов — Москва                 | 343                              | Москва — Балашов                 |
| 378                              | Новороссийск — Москва            | 377                              | Москва — Новороссийск            |
| 380                              | Камышин — Москва                 | 379                              | Москва — Камышин                 |

| Сезонное обращение поездов | Сезонное обращение поездов | Сезонное обращение поездов | Сезонное обращение поездов |
| № поезда                   | Маршрут движения           | № поезда                   | Маршрут движения           |
| -------------------------- | -------------------------- | -------------------------- | -------------------------- |
| 226                        | Адлер — Мурманск           | 225                        | Мурманск — Адлер           |
| 286                        | Новороссийск — Мурманск    | 285                        | Мурманск — Новороссийск    |
| 472                        | Адлер — Москва             | 471                        | Москва — Адлер             |
| 512                        | Адлер — Москва             | 511                        | Москва — Адлер             |

| Предыдущая станция                         | Фирменные поезда | Следующая станция                          |
| ------------------------------------------ | ---------------- | ------------------------------------------ |
| Москва-Павелецкая в сторону Москвы         | Волгоград        | Мичуринск-Воронежский в сторону Волгограда |
| Мичуринск-Воронежский в сторону Волгограда | Волгоград        | Москва-Павелецкая в сторону Москвы         |
| Ожерелье в сторону Москвы                  | Лотос            | Михайлов в сторону Астрахани               |
| Михайлов в сторону Астрахани               | Лотос            | Ожерелье в сторону Москвы                  |
| Москва-Павелецкая в сторону Москвы         | Саратов          | Михайлов в сторону Саратова                |
| Мичуринск-Уральский в сторону Саратова     | Саратов          | Домодедово в сторону Москвы                |
| Ожерелье в сторону Санкт-Петербурга        | Самара           | Рязань I в сторону Самары                  |
| Рязань I в сторону Самары                  | Самара           | Ожерелье в сторону Санкт-Петербурга        |